# Кривец, Сергей Вячеславович
Серге́й Вячесла́вович Криве́ц (бел. Сяргей Вячаслававіч Крывец; род. 8 июня 1986[…], Гродно) — белорусский футболист, выступавший на позиции полузащитника. Мастер спорта Республики Беларусь международного класса (2009).

## Карьера

### Клубная

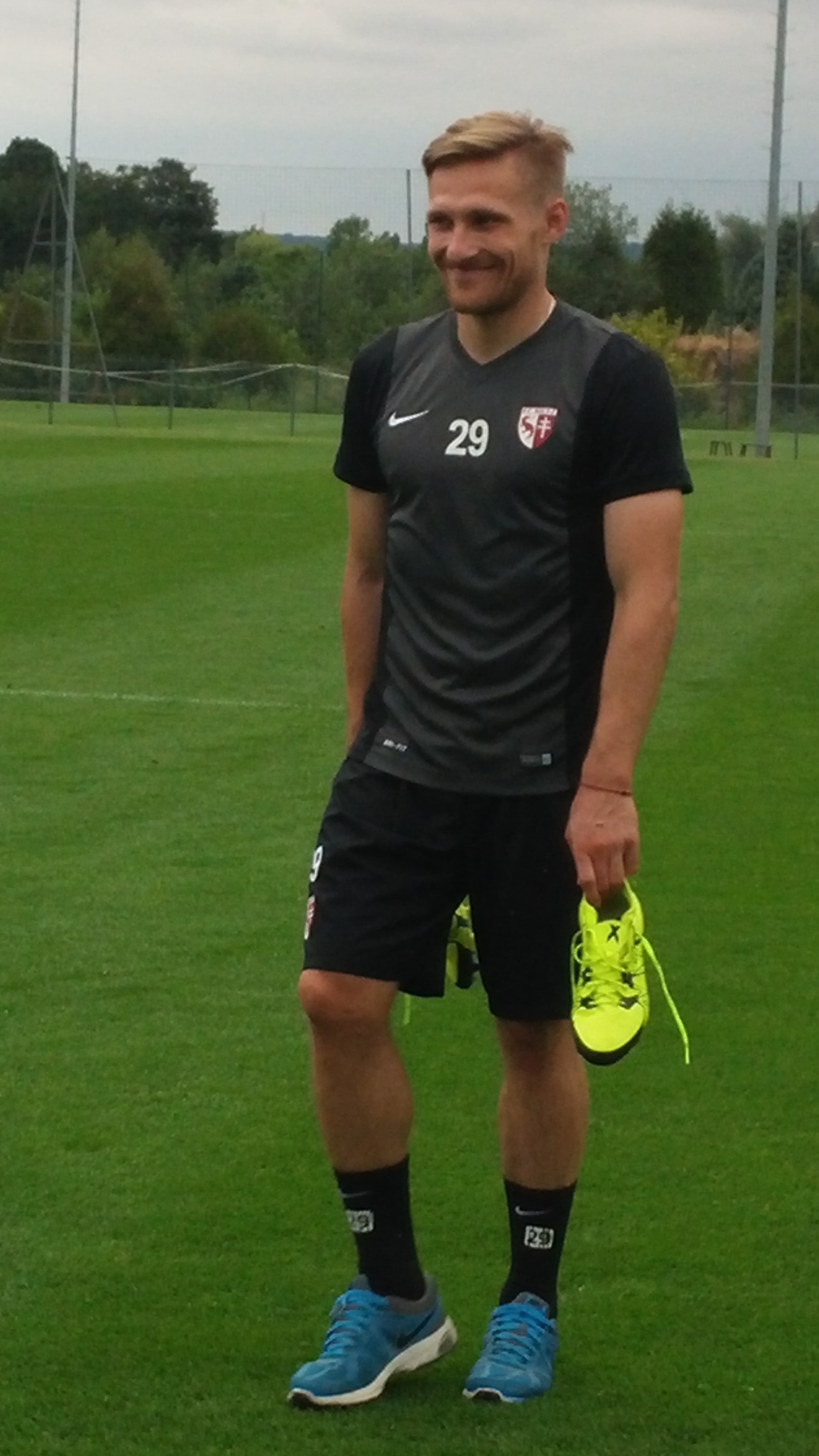
Кривец в «Меце»

Воспитанник ДЮСШ «Белкард» (Гродно). Первый тренер — Владимир Павлович Семериков. Впервые сыграл в Чемпионате Беларуси в 2004 году в составе ФК «Локомотив» (Минск, позднее получил название СКВИЧ), по результатам сезона стал одним из лучших бомбардиров лиги — забил 12 голов и разделил по этому показателю третье место с Дмитрием Гавриловичем (ФК «Верас») и Михаилом Еремчуком. В 2006 году перешёл в БАТЭ, в котором стал играть на позиции атакующего полузащитника и получил игровой номер 10.
Участник Лиги чемпионов 2008/09 (реализовал пенальти в выездном матче с «Андерлехтом» и забил гол «Ювентусу» в домашнем матче 2-го тура) и Лиги Европы 2009/10 (на счету гол «Македонии» и дубль «Вентспилсу») в составе БАТЭ. Один из лучших игроков в истории  БАТЭ.
22 декабря 2009 года подписал контракт с «Лехом» на 3,5 года, из которых отыграл в команде только три года. В 2010 году стал победителем Чемпионата Польши. Участник Лиги Европы 2010/11 в составе «Леха». Планировалось, что в сезоне 2012 года Кривец будет постоянным участником основного состава команды. Но 9 июля 2012 года он перешёл в клуб «Цзянсу Сайнти». 21 июня 2013 года соглашение расторгнуто по взаимному согласию сторон, футболист получил статус свободного агента.
6 июля 2013 года вернулся в БАТЭ. Срок действия трудового договора был рассчитан до 30 июня 2016 года. 23 июля в ответном матче второго квалификационного раунда Лиги чемпионов против карагандинского «Шахтёра» не забил пенальти.
В сезоне 2014 стал выступать на позиции левого крайнего нападающего. 5 августа в ответном матче третьего квалификационного раунда Лиги чемпионов против «Дебрецена» забил гол, который вывел БАТЭ в раунд плей-офф.
28 августа 2014 года стал игроком клуба «Мец», срок соглашения — 3 года. Сначала играл в основе. 20 сентября забил свой первый гол за «Мец» — в ворота «Бастии» (3:1). Позднее стал получать меньше игрового времени, а с марта 2015 года вообще перестал выходить на поле, иногда даже не попадал в заявку. В начале 2016 года, после смены главного тренера, стал попадать в состав, однако закрепиться в основе не смог. В июне 2016 года разорвал контракт с «Мецом».
14 июля 2016 года подписал однолетний контракт с «Вислой» из Плоцка, являвшейся аутсайдером польской Экстраклассы. Играл в основе, только в апреле 2017 года получил травму и выбыл до конца сезона 2016/17. В июне стало известно, что клуб не будет продлевать контракт с Кривцом и тот покинет команду.
Летом 2017 года перешёл в клуб «Арка». На поле появлялся нерегулярно, провёл всего 10 матчей в чемпионате.
В июне 2018 года подписал контракт с клубом «Динамо-Брест». Соглашение было рассчитано на 2,5 года. В конце 2018 года во время тренировки получил серьёзную травму, ему была сделана операция. Восстановился только в августе 2019 года. В 2020 году вернулся в основу, чередовал выходы в стартовом составе и на замену.
В феврале 2021 года подписал контракт с познаньским «Лехом», чтобы присоединиться к резервной команде «Лех-2» из третьего дивизиона Польши.
В июле 2022 года объявил о завершении игровой карьеры. В августе 2022 года присоединился к клубу болельщиков «Леха», который имеет название «Вяра Леха» из шестого польского дивизиона. Летом 2024 года футболист официально завершил карьеру футболиста.

### В сборной
Участник молодёжного чемпионата Европы 2009 в Швеции.
В национальной сборной Беларуси дебютировал 2 февраля 2008 года на XVI международном турнире национальных сборных на Мальте в матче со сборной Исландии (2:0). Забил свой дебютный мяч за сборную 12 октября 2010 года в матче отборочного турнира чемпионат Европы по футболу 2012 против сборной Албании в Минске (2:0).
5 марта 2014 года в товарищеском матче со сборной Болгарии, проходившем в Софии, Кривец стал автором 100-го гостевого гола сборной Беларуси.

## Достижения

### Командные
БАТЭ
- Чемпион Беларуси (6): 2006, 2007, 2008, 2009, 2013, 2014
- Обладатель Кубка Беларуси: 2005/06
- Обладатель Суперкубка Беларуси: 2014

«Цзянсу Сайнти»
- Обладатель Суперкубка КФА: 2013[28]

«Динамо-Брест»
- Чемпион Беларуси: 2019
- Обладатель Суперкубка Беларуси: 2020

### Личные
- Лучший футболист Беларуси (2014)[29].
- Лучший футболист чемпионата Беларуси (2009).
- Лучший полузащитник чемпионата Беларуси (2014).
- Пять раз включался БФФ в список 22 лучших футболистов чемпионата Беларуси: 2007, 2008, 2009, 2013, 2014.
- Лауреат трофея «BelSwissBank» имени Александра Прокопенко в номинации «За футбольный талант и самоотдачу в игре за Беларусь» (2008, 2014).